# Vijeće europskih biskupskih konferencija
Vijeće europskih biskupskih konferencija (Consilium Conferentiarum Episcoporum Europae – CCEE) okuplja predsjednike 33 europske biskupske konferencije te nadbiskupe Luxembourga i Monaca te biskupa Chişinăua (Moldavija). Treba ga razlikovati od Vijeća biskupskih konferencija Europske unije (COMECE).
Trenutni predsjednik je kardinal Péter Erdő, ostrogonsko-budimpeštanski nadbiskup, a potpredsjednici su kardinal Angelo Bagnasco i nadbiskup Józef Michalik. Sjedište CCEE-a je u St. Gallenu (Švicarska). HBK i BKBiH su punopravni članovi.

## Predsjednici
- Roger Etchegaray (1971. – 1979.)
- Basil Hume (1979. – 1986.)
- Carlo Maria Martini (1986. – 1993.)
- Miloslav Vlk (1993. – 2001.)
- Amédée Grab (2001. – 2006.)
- Péter Erdő (2006. – )

## Vanjska poveznica
- http://www.ccee.ch/